# 백암군
백암군(白岩郡)은 조선민주주의인민공화국 량강도의 동단에 위치한 군이다. 당 책임비서는 리경우다.

## 지리
북쪽으로 대홍단군, 서쪽으로 보천군·운흥군과 접한다. 남쪽은 함경남도 단천시, 동쪽은 함경북도 연사군·어랑군·길주군이다.
지형은 산이 많고 한국에서 제일 높은 백두고원에 놓여있다. 함경산맥과 마천령산맥이 군을 통과하고 최고봉은 궤상봉(2,332m)이다. 두만강의 지류인 서두수·박천수·동계수가 군내를 북쪽으로 흐른다. 원래 길주군이었단 군의 남부에서는 남대천이 발원해 동해측·길주 방면으로 흐르고 있다.
내륙에 위치해있기 때문에 매우 추운 대륙성 기후를 띠며 북조선의 어느 지역보다도 풍속이 강하다. 전체 면적의 91%가 산림이다.

## 역사
일제강점기에는 함경북도 무산군·길주군의 일부였다.
- 1952년 12월 - 무산군 삼사면의 전역과 길주군 양사면의 일부를 합쳐서 삼사군을 신설하였다.
- 1954년 10월 - 량강도에 편입되어 백암군으로 개칭하였다. 삼사읍이 연암로동자구가 되고 백암로동자구가 백암읍이 됐다.
- 1961년 12월 - 군 소재지(읍)가 남부의 옛 양사면 중심부(백암로동자구)에서 중부의 연암로동자구(현·백암읍)로 옮겨졌다.
- 1990년 6월 - 대홍단군의 원봉로동자구를 편입하였다.

## 산업
광업과 벌목업이 주요 산업이다. 광물 자원으로는 마그네사이트, 명반석, 고령석, 구리, 백운석, 텅스텐, 납, 아연, 금, 토탄이 있다. 농업은 경작 면적은 전체의 4%에 불과하지만 밀, 보리, 감자, 콩이 재배되고 가축이 사육된다.
최근에 백두산선군청년발전소가 이 곳에 있는 백암로동자구에서 준공했다.

## 교통
내륙 교통의 요충지로서, 동해측의 길주와 량강도의 혜산을 연결하는 백두산청년선이 남부를 달리고, 백암역에서 분기한 백무선이 북쪽으로 군을 종관해 무산으로 향하고 있다.

## 행정 구역
1읍 16구 7리로 구성된다.
- 백암읍 (白岩邑)
- 유평로동자구 (楡坪勞動者區)
- 덕립로동자구 (德立勞動者區)
- 동계로동자구 (東溪勞動者區)
- 백암로동자구 (白岩勞動者區)
- 박천로동자구 (博川勞動者區)
- 산양로동자구 (山羊勞動者區)
- 양흥로동자구 (陽興勞動者區)
- 대택로동자구 (大澤勞動者區)
- 원봉로동자구 (圓峯勞動者區)
- 세봉로동자구 (三峯勞動者區)
- 삼수평로동자구 (三水坪勞動者區)
- 광덕로동자구 (廣德勞動者區)
- 부흥로동자구 (復興勞動者區)
- 10월15일로동자구 (10月15日勞動者區)
- 은덕로동자구 (恩德勞動者區)
- 옥천로동자구 (玉川勞動者區)
- 천수리 (天水里)
- 증산리 (甑山里)
- 청봉리 (靑峰里)
- 황토리 (黃土里)
- 상담리 (上壇里)
- 서두리 (西頭里)
- 양곡리 (陽谷里)

## 사건사고
2011년 1월에도 같은 곳에서 80명이 사상했으며 2011년 11월 초순 량강도 백암군 백암령 인근에서 평양에서 출발하여 혜산으로 가던 제1급행열차가 전복되어 산 중턱에서 굴러떨어져 약 100여명이 사망하고 수백명의 사상자가 발생한 사고다.

## 같이 보기
- 조선민주주의인민공화국의 지리
- 조선민주주의인민공화국의 행정 구역